# 天囷增三
鯨魚座61，又名BD-01 285，HD 12641、SAO 129667、HR 610，是鯨魚座的一颗恒星，视星等为5.93，位于銀經158.88，銀緯-58.07，其B1900.0坐标为赤經1h 58m 40.9s，赤緯-0° -58.07′ 11″。